# Yes We Can (téléfilm)
 (mars 2012).
Si vous disposez d'ouvrages ou d'articles de référence ou si vous connaissez des sites web de qualité traitant du thème abordé ici, merci de compléter l'article en donnant les références utiles à sa vérifiabilité et en les liant à la section « Notes et références ».
Pour plus de détails, voir Fiche technique et Distribution.
Yes We Can est un téléfilm français d'Olivier Abbou, diffusé le 30 mars 2012 sur Arte.

## Synopsis
Jordan et Mickael sont amis depuis vingt ans et colocataires depuis dix. Chômeurs et adeptes du système D, ils se sont notamment spécialisés dans le kidnapping d’animaux de compagnie et la demande de rançons. Vautrés dans leur salon, ils regardent les infos : Obama va rendre visite à sa grand-mère au Kenya. En un éclair, Jordan a une idée pour sortir de la dèche : enlever la grand-mère de Barack Obama, surnommée Obamama, en échange d’une rançon de dix millions de dollars. Il ne reste plus qu'à se rendre au Kenya, à Kogelo, où vit la vieille femme. Les deux compères se retrouvent à Nairobi. Mais à l'aéroport, ils découvrent que leur carte bancaire est hors service. Débrouillards et chanceux, ils parviennent à trouver une vieille ambulance. Il ne manque plus que de faux passeports et un sosie d'Obamama pour le substituer à la vraie…

## Fiche technique
- Réalisation : Olivier Abbou
- Scénario : Olivier Abbou, Delphine Bertholon et Nicolas Jones-Gorlin
- Photographie : Karim Hussain
- Musique : Clément Téry
- Son : Guillaume Le Bras et Greg Albert
- Montage : Benjamin Favreul
- Durée : 92 min

## Distribution
- Vincent Desagnat : Jordan
- Loup-Denis Elion : Mickaël
- Jenny Mutela : Bonnie
- Michael Kirch : Muller
- Nicholas Dallas : Schmidt